# جمال موسيالا
جمال موسيالا (بالألمانية: Jamal Musiala؛ مواليد 26 فبراير 2003) هو لاعب كرة قدم ألماني يلعب في مركز الوسط الهجومي مع نادي بايرن ميونخ في الدوري الألماني والمنتخب الألماني.
ولد في ألمانيا لأب بريطاني نيجيري وأم ألمانية ونشأ بشكل أساسي في إنجلترا، ومثّل كل من ألمانيا وإنجلترا على مستويات الشباب، وفي النهاية اختار تمثيل المنتخب الألماني على المستوى الدولي في فبراير 2021، ليشارك مع المنتخب في بطولة أمم أوروبا 2020.

## النشأة
ولد موسيالا في شتوتغارت بألمانيا لأب بريطاني نيجيري وأم ألمانية. عاش في فولدا حتى سن السابعة، قبل أن ينتقل إلى إنجلترا مع عائلته، حيث قضى معظم طفولته. ذهب إلى المدرسة الابتدائية في مدرسة كوربوس كريستي في نيو مالدن. في المدرسة الثانوية، ذهب إلى مدرسة ويتجيفت في كرويدون. كان في أكاديمية تشيلسي لمعظم سنوات طفولته.

## مسيرته الكروية
في يوليو 2019، عندما كان يبلغ من العمر 16 عامًا، غادر موسيالا تشيلسي لينضم إلى نادي بايرن ميونخ الألماني. في 3 يونيو 2020، شارك موسيالا لأول مرة على المستوى الاحترافي، حيث حل بديلاً في بايرن ميونخ 2 في فوزهم 3–2 على بروسيا مونستر في الدوري الألماني الدرجة الثالثة. في 20 يونيو 2020، شارك لأول مرة في الدوري الألماني ضد فرايبورغ، وأصبح أصغر لاعب يلعب مباراة مع بايرن ميونخ في الدوري الألماني، بعمر 17 عامًا و115 يومًا. في 18 سبتمبر 2020، سجل موسيالا هدفه الأول في الدوري الألماني في مباراة الفوز بنتيجة 8–0 على شالكه، ليصبح أصغر لاعب يسجل هدف مع بايرن ميونخ، بعمره 17 عامًا و205 يومًا، محطمًا الرقم القياسي السابق لروكي سانتا كروز، حينما كان يبلغ من العمر 18 عامًا و12 يومًا.
في 3 نوفمبر، شارك موسيالا في دوري أبطال أوروبا كبديل لتوماس مولر في مباراة الفوز 6–2 خارج أرضه على ريد بول سالزبورغ. في 1 ديسمبر، شارك كأساسي لأول مرة له في دوري أبطال أوروبا في مباراة التعادل 1–1 خارج أرضه أمام أتلتيكو مدريد. في 23 فبراير 2021، سجل موسيالا هدفه الأول في دوري أبطال أوروبا في الفوز 4–1 خارج أرضه أمام لاتسيو في ذهاب دور الـ16، ليصبح أصغر يسجل هدف في البطولة من الجنسيتين الإنجليزية والألمانية. في 5 مارس، وقع عقده الاحترافي الأول مع بايرن ميونخ حتى عام 2026.

## مسيرته الدولية
مثّل موسيالا كل من إنجلترا وألمانيا على المستوى الدولي للشباب. وكان مؤهلاً أيضًا للعب مع نيجيريا عن طريق والده.

### الشباب
في نوفمبر 2020، تم استدعاء موسيالا إلى تشكيلة إنجلترا تحت 21 سنة لأول مرة لمباريات تصفيات بطولة أمم أوروبا تحت 21 سنة 2021. لعب أول مباراة له مع المنتخب تحت 21 سنة كبديل خلال الفوز 3–1 أمام أندورا على استاد مولينيو في 13 نوفمبر 2020. وسجل أول هدف له خلال الفوز 5–0 على ألبانيا على استاد مولينيو في 17 نوفمبر 2020. بعد اختياره تمثيل منتخب إنجلترا تحت 21 سنة، أشار الاتحاد الألماني لكرة القدم إلى أنه توقف عن ملاحقة موسيالا، حيث صرح مدرب فريق الشباب ميكيل شونويتز: «لقد أشار لنا بوضوح أنه يرى مستقبله حاليًا مع المنتخبات الإنجليزية. تقبلت قراره وأتمنى له كل التوفيق في مسيرته الرياضية». كان موسيالا قد أشار سابقًا إلى أنه يشعر براحة أكبر في اللعب مع إنجلترا على مستوى الشباب مقارنة بألمانيا، حيث نشأ كلاعب كرة قدم في تشيلسي مع لاعبين إنجليز آخرين، بينما بالنسبة لألمانيا لم يكن يعرف أيًا من اللاعبين الآخرين.

### المنتخب الأول
ي 24 فبراير 2021، أعلن موسيالا أنه قرر تمثيل ألمانيا، في المباريات الدولية الرسمية. بعد ذلك، تلقى الاستدعاء الأول له مع المنتخب الأول لتصفيات كأس العالم 2022 في مارس 2021، حيث شارك لأول مرة في 25 مارس 2021 كبديل في الدقيقة 79 من الفوز 3–0 على آيسلندا. في 19 مايو 2021، تم اختياره ضمن تشكيلة بطولة أمم أوروبا 2020. في 23 يونيو 2021، أصبح أصغر لاعب ألماني يشارك في بطولة كبرى في التعادل 2–2 مع المجر، بعمر 18 عامًا و117 يومًا.

## الإحصائيات

### النادي
آخر تحديث 14 سبتمبر 2021.
| النادي        | الموسم   | الدوري                         | الدوري | الدوري  | كأس ألمانيا | كأس ألمانيا | أوروبا | أوروبا  | أخرى   | أخرى    | المجموع | المجموع |
| النادي        | الموسم   | الدرجة                         | الظهور | الأهداف | الظهور      | الأهداف     | الظهور | الأهداف | الظهور | الأهداف | الظهور  | الأهداف |
| ------------- | -------- | ------------------------------ | ------ | ------- | ----------- | ----------- | ------ | ------- | ------ | ------- | ------- | ------- |
| بايرن ميونخ ب | 2019–20  | الدوري الألماني الدرجة الثالثة | 8      | 2       | —           | —           | —      | —       | —      | —       | 8       | 2       |
| بايرن ميونخ ب | 2020–21  | الدوري الألماني الدرجة الثالثة | 2      | 0       | —           | —           | —      | —       | —      | —       | 2       | 0       |
| بايرن ميونخ ب | المجموع  | المجموع                        | 10     | 2       | —           | —           | —      | —       | —      | —       | 10      | 2       |
| بايرن ميونخ   | 2019–20  | الدوري الألماني                | 1      | 0       | 0           | 0           | 0      | 0       | 0      | 0       | 1       | 0       |
| بايرن ميونخ   | 2020–21  | الدوري الألماني                | 26     | 6       | 2           | 0           | 6      | 1       | 3      | 0       | 37      | 7       |
| بايرن ميونخ   | 2021–22  | الدوري الألماني                | 4      | 2       | 1           | 2           | 1      | 0       | 1      | 0       | 7       | 4       |
| بايرن ميونخ   | المجموع  | المجموع                        | 31     | 8       | 3           | 2           | 7      | 1       | 4      | 0       | 45      | 11      |
| الإجمالي      | الإجمالي | الإجمالي                       | 41     | 10      | 3           | 2           | 7      | 1       | 4      | 0       | 55      | 13      |

1. ↑  المباريات في دوري أبطال أوروبا
2. ↑  مباراة واحدة في كأس السوبر الألماني، ومباراتين في كأس العالم للأندية

### المنتخب
آخر تحديث 26 سبتمبر 2022.
| المنتخب الوطني | العام   | الظهور | الأهداف |
| -------------- | ------- | ------ | ------- |
| ألمانيا        | 2021    | 9      | 1       |
| ألمانيا        | 2022    | 8      | 0       |
| المجموع        | المجموع | 17     | 1       |

## الإنجازات

### النادي
بايرن ميونخ ب
- الدوري الألماني الدرجة الثالثة: 2019–20

بايرن ميونخ
- الدوري الألماني: 2019–20، 2020–21، 2021–22، 2022–23، 2024–25[34]
- كأس السوبر الألماني: 2020، 2021، 2022[35]
- دوري أبطال أوروبا: 2019–20
- كأس السوبر الأوروبي: 2020[36]
- كأس العالم للأندية: 2020[37]

## وصلات خارجية
- جمال موسيالا على موقع الاتحاد الدولي (مؤرشف)  (الإنجليزية)
- جمال موسيالا على موقع الاتحاد الأوربي (الإنجليزية)
- جمال موسيالا على موقع إي إس بي إن إف سي (الإنجليزية)
- جمال موسيالا على موقع قاعدة بيانات كرة القدم.إي يو (الإنجليزية)
- جمال موسيالا على موقع ليكيب (الفرنسية)
- جمال موسيالا على موقع ناشيونال فوتبول تيمز (الإنجليزية)
- جمال موسيالا على موقع Soccerbase.com (لاعب) (الإنجليزية)
- جمال موسيالا على موقع Soccerway.com (الإنجليزية)
- جمال موسيالا على موقع عالم كرة القدم.نت (الإنجليزية)
- جمال موسيالا على موقع كووورة